# Похья, Антти
А́нтти По́хья (фин. Antti Pohja; 11 января 1977, Лахти, Финляндия) — финский футболист, нападающий. Выступал за сборную Финляндии. Один из самых титулованных футболистов Финляндии.

## Клубная карьера
Похья начал играть в футбол в родном городе в клубе «Куусюси». Отыграв там один сезон, перешёл в «МюПа-47» и выиграл с клубом Кубок Финляндии 1995 года. Транзитом через «ФиннПа» Антти оказался в хельсинкском «Йокерите» и в 1999 году вновь стал обладателем национального Кубка. Первое пришествие Похьи в «Тампере Юнайтед» ознаменовалось выигрышем в 2001 году чемпионата Финляндии, после чего футболист перешёл в зарубежный чемпионат.
Стокгольмский этап карьеры Похьи не принёс ему больших успехов, и он возвращается на родину. Однако год спустя Антти переезжает в Лихтенштейн, и с «Вадуцем» дважды выигрывает Кубок Лихтенштейна. Летом 2006 года Похья подписывает контракт с хельсинкским «ХИКом», а осенью в третий для себя раз выигрывает Кубок Финляндии. Таким образом, в течение 2006 года футболист выиграл национальные кубки двух стран — Лихтенштейна и Финляндии.
В 2007 году Антти Похья в третий раз в карьере становится игроком «Тампере Юнайтед» и сразу оформляет золотой дубль — выигрывает чемпионат и Кубок Финляндии. А два года спустя добавляет к этим трофеям ещё и Кубок финской лиги.

## Сборная
Антти Похья дебютировал в сборной в Котке 30 октября 1996 года в товарищеском матче с эстонцами и в первой же игре поразил ворота соперников (матч завершился со счётом 2:2). Всего же за сборную Финляндии он провёл 23 матча и забил два мяча. Последний свой матч за главную команду страны он сыграл 19 ноября 2008 года на стадионе «АФГ Арена» в Санкт-Галлене, где в товарищеском матче финны потерпели поражение с минимальным счётом от Швейцарии.

## Достижения
МюПа-47
- Кубка Финляндии: 1995

Тампере Юнайтед
- Чемпион Финляндии: 2001, 2007
- Кубка Финляндии: 2007
- Обладатель Кубка финской лиги: 2009

Вадуц
- Кубка Лихтенштейна 2005, 2006

ХИК
- Кубок Финляндии: 2006